# Malin Lake
Fay Malin Kristina Lake, född 18 februari 1965, är en svensk idrottstränare och coach, tidigare allround idrottskvinna.

## Klubblagskarriär i handboll
Handbollskarriären började i IFK Örebro där hon debuterade i ungdomslandslaget  och Malin Lake lärde känna Evy Nordström (58 landskamper), som blev inspiration för hennes satsning på en idrottskarriär. 1984 började Malin Lake spela för handboll för IK Heim men hon stannade bara i klubben under ett år. Lake studerade senare på GIH på Bosön och spelade då för Stockholmspolisens IF. Det var där hon spelade då hon gjorde landskampsdebut. Men sejouren i polisen blev bara ett år.
Under skoltiden startade hon också en löparkarriär och sprang medeldistans i IFK Lidingö, personligt rekord 4.36 på 1500 m 1986. Hon tog medalj på friidrotts-SM. 
Malin Lake spelade kvar i IK Heim till 1988 då hon lämnade klubben. Men Lake spelade sedan bara för KvIK Sport under en säsong 1988-1989. 1989 började hon spela för Irsta HF och spelade för klubben i tre säsonger. 1991 vann hon SM-guld med klubben, hennes enda SM-titel. Efter ett uppehåll på två år (?) återkom hon till elitserien i HP Warta 1994. Efter några år i Warta blev hon spelare för Skövde HF som var nykomlingar i elitserien 1996. Våren 1996 hade hon frontalkrockat med bil men klarade sig utan allvarligare skador. 1998 till 2000 spelar hon för moderklubben IFK Örebro. 2000 blir hon tränare för IFK Arboga och slutar sedan som spelare.

## Landslagskarriär
Landslagskarriären i handboll började den 9 november 1985 i Rouen mot Frankrike. Sverige förlorade hennes debut med 14-15 men Lake stod för 2 mål. Lake skulle sedan spela 58 landskamper till 1991 och göra 47 landslagsmål för Sverige. 50 landskamper innebar att hon blev Stor Flicka. Hon spelade flera B-VM turneringar och var med i laget som i Danmark 1989 tog Sverige till A-VM med en andraplats. Hon fick sedan också spela VM 1990 i Korea innan hon gjorde sin sista landskamp den 19 februari 1991 i Århus mot Danmark. Lake var också aktuell att spela i fotbollslandslaget och var på landslagsläger, men satsningen gick inte att kombinera med elitspel i handboll.

## Tränaruppdrag
Efter karriären blev hon tränare först spelande i IFK Arboga, sen assisterande i Skövde HF. Hon återvände sedan till Arboga, och förde Örebro SK till damallsvenskan i handboll, men lämnade klubben för ny tur i Skövde HF som assisterande till Magnus Frisk. Hon utbildade sig till mental coach på "certifierad International Coach" hos Skandinavisk Ledarutbildning Örebro 2014 och har nu börjat arbeta med detta i Skövde HF, Örebro Volley samtidigt som hon är fystränare i fotbollslaget KIF Örebro.

## Klubbar som fotbollsspelare
- IK Sturehov
- Gais

## Klubbar som tränare
- IFK Arboga  (spelande) 2000-2002[16]
- Skövde HF  2002?-2005[17]
- IFK Arboga 2005-2008?[18]
- Örebro SK HK huvudtränare till 2008-2010, sen assisterande 2011
- Skövde HF (assisterande) 2011-2013
- KIF Örebro (fystränare fotboll)[19] 2016
- Örebro Volley (mental coach)[20]2016